# Montebello Altamira
Montebello Altamira är en ort i Mexiko.   Den ligger i kommunen Ángel Albino Corzo och delstaten Chiapas, i den sydöstra delen av landet, 800 km sydost om huvudstaden Mexico City. Montebello Altamira ligger 919 meter över havet och antalet invånare är 410.
Terrängen runt Montebello Altamira är lite bergig. Runt Montebello Altamira är det ganska glesbefolkat, med 28 invånare per kvadratkilometer. Närmaste större samhälle är Nueva Palestina, 12,6 km väster om Montebello Altamira. I omgivningarna runt Montebello Altamira växer i huvudsak städsegrön lövskog.